# Thomisus ghesquierei
Thomisus ghesquierei là một loài nhện trong họ Thomisidae.
Loài này thuộc chi Thomisus. Thomisus ghesquierei được Roger de Lessert miêu tả năm 1943.